# Mündung (Waffe)

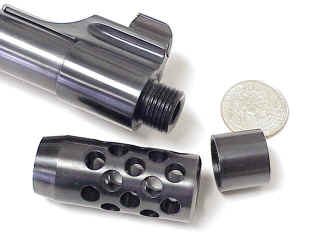
Mündung mit Mündungsgewinde, Mündungsbremse zum Aufschrauben, und Überwurfmutter zum Schutz des Gewindes bei demontierter Mündungsbremse

Als Mündung einer Waffe bezeichnet man das vordere Ende des Laufs, also die Stelle, an der das Geschoss die Waffe verlässt.
Auf der Mündung können eine Mündungsbremse, ein Kompensator, ein Mündungsfeuerdämpfer, ein Manöverpatronengerät, ein Rückstoßverstärker, ein Schießbecher, ein Schalldämpfer oder ein Duellsimulator-Sender (z. B. AGDUS oder MILES) angebracht werden. Einige Waffensysteme, wie der Flugabwehrkanonenpanzer Gepard, besitzen auch Messeinrichtungen zu Ermittlung der Mündungsgeschwindigkeit.
Für eine gleichbleibende hohe Präzision der Waffe muss die Mündung technisch sehr präzise bearbeitet und vor Beschädigungen geschützt werden. Gewünscht ist eine senkrecht zur Laufachse stehende, scharfkantige Mündung. Eine der wenigen Ausnahmen ist bei alten Vorderladerflinten aus dem spanischen Raum (Espingole) zu sehen, bei der die Mündung trompetenförmig erweitert wird.